# L'Innocent (roman de Ian McEwan)
 (mai 2023).
La mise en forme du texte ne suit pas les recommandations de Wikipédia : il faut le « wikifier ».
Les points d'amélioration suivants sont les cas les plus fréquents :
- Les titres sont pré-formatés par le logiciel. Ils ne sont ni en capitales, ni en gras.
- Le texte ne doit pas être écrit en capitales (les noms de famille non plus), ni en gras, ni en italique, ni en « petit »…
- Le gras n'est utilisé que pour surligner le titre de l'article dans l'introduction, une seule fois.
- L'italique est rarement utilisé : mots en langue étrangère, titres d'œuvres, noms de bateaux, etc.
- Les citations ne sont pas en italique mais en corps de texte normal. Elles sont entourées par des guillemets français : « et ».
- Les listes à puces sont à éviter, des paragraphes rédigés étant largement préférés. Les tableaux sont à réserver à la présentation de données structurées (résultats, etc.).
- Les appels de note de bas de page (petits chiffres en exposant, introduits par l'outil «  Source ») sont à placer entre la fin de phrase et le point final[comme ça].
- Les liens internes (vers d'autres articles de Wikipédia) sont à choisir avec parcimonie. Créez des liens vers des articles approfondissant le sujet. Les termes génériques sans rapport avec le sujet sont à éviter, ainsi que les répétitions de liens vers un même terme.
- Les liens externes sont à placer uniquement dans une section « Liens externes », à la fin de l'article. Ces liens sont à choisir avec parcimonie suivant les règles définies. Si un lien sert de source à l'article, son insertion dans le texte est à faire par les notes de bas de page.
- La présentation des références doit suivre les conventions bibliographiques. Il est recommandé d'utiliser les modèles {{Ouvrage}}, {{Chapitre}}, {{Article}}, {{Lien web}} et/ou {{Bibliographie}}. Le mode d'édition visuel peut mettre en forme automatiquement les références.
- Insérer une infobox (cadre d'informations à droite) n'est pas obligatoire pour parachever la mise en page.

Pour une aide détaillée, merci de consulter Aide:Wikification.
Si vous pensez que ces points ont été résolus, vous pouvez retirer ce bandeau et améliorer la mise en forme d'un autre article.
 (mai 2023).
Si vous disposez d'ouvrages ou d'articles de référence ou si vous connaissez des sites web de qualité traitant du thème abordé ici, merci de compléter l'article en donnant les références utiles à sa vérifiabilité et en les liant à la section « Notes et références ».
L'Innocent (The Innocent) est un roman de Ian McEwan publié en 1990.

## Résumé
Le roman se situe à Berlin en 1955-56, au début de la guerre froide, et se focalise sur l’opération conjointe entre la CIA et le MI6 ayant pour objet de construire un tunnel allant du secteur américain de Berlin vers le secteur russe afin de mettre sur écoute les lignes téléphoniques de l’état-major soviétique. Leonard Marnham, âgé de 25 ans, est un ingénieur britannique qui installe et répare les enregistreurs utilisés dans le tunnel. Il tombe amoureux de Maria Eckdorf, une femme allemande divorcée de 30 ans. L’histoire se concentre sur leur relation et le rôle de Leonard dans l’opération.

## Intrigue
Leonard Marnham est l’innocent du titre, un ingénieur en télécommunications employé par les Américains pour installer du matériel de surveillance dans le tunnel construit pour mettre sur écoute les lignes téléphoniques des Soviétiques. Il se lie d’amitié avec Bob Glass, un Américain obsédé par les questions de sécurité.
Les Britanniques sont conscients que les Américains sont sur le point de faire une découverte en matière de décodage, et ils sont contrariés de ne pas y avoir participé. McNamee, un expert de l’équipe anglaise, insiste pour que Leonard espionne les Américains, étant donné qu’il est proche d’eux. Leonard échoue lamentablement dans son rôle d’espion.
Leonard habite dans un appartement situé au-dessus de celui occupé par un personnage plutôt guindé nommé George Blake (il s’agit d’un personnage réel), un agent des Soviétiques qui sera arrêté dans les années 1960 et s’évadera de la prison de Wormwood Scrubs. Le roman entremêle habilement des rencontres fictives entre les deux hommes, et le comportement téméraire de Leonard donne une nouvelle inclinaison à l’une des trahisons les plus connues de Blake.
Se trouvant dans un bar avec ses collègues américains, Leonard rencontre une jeune femme nommée Maria auprès de qui il est aussi ‘innocent’ en raison de son inexpérience sexuelle. Ils se fiancent mais après leur fête de fiançailles, l’ex-mari de Maria, Otto, un alcoolique soi-disant héros de la guerre, fait son apparition et déclenche une bagarre très violente avec le couple. Alors que Leonard est battu en défendant Maria, celle-ci frappe Otto à la tête d’un coup mortel.
Sachant qu’ils ne peuvent pas en parler à la police, où Otto avait des amis, ils décident de se débarrasser du corps. Ils découpent le corps d’Otto en morceaux et  l’emballent dans des caisses que Leonard a rapportées du tunnel. Leonard, épuisé et en état de choc, erre à travers Berlin avec les lourdes caisses, cherchant un endroit où les abandonner, puis il se décourage et revient à l’appartement avec elles. Alors qu’il sort de l’appartement le lendemain avec les caisses, il rencontre Blake dans l’ascenseur et prétend que les caisses contiennent du matériel venant des États-Unis et devant être utilisé dans le tunnel seulement dans les prochaines 24 heures, après quoi il retournera aux États-Unis.
Puis Leonard tombe sur Glass, qui lui reproche d’avoir pris du matériel sur le chantier et le force à rapporter les caisses dans le tunnel, l’emmenant lui-même dans sa voiture. Leonard dépose les caisses dans le tunnel, puis il révèle l’existence du tunnel aux Russes afin d’éviter que le contenu des caisses ne soit découvert par ses collègues. (Mais il s’avère ultérieurement que Blake avait déjà, bien avant cela, révélé l’existence du tunnel aux Russes. Blake parle aux Russes du nouveau matériel reçu par Leonard, aussi les Russes s’introduisent dans le tunnel par l’autre bout dans le but de s’emparer de ce matériel pour leur propre usage.)
La relation entre Leonard et Maria semble prête à s’effondrer en raison du stress lié au démembrement du corps d’Otto, et tous les deux semblent soulagés quand Leonard décide de retourner passer quelque temps en Angleterre. Au moment où son avion décolle, il voit Maria avec Bob Glass sur le toit de l’aéroport. Convaincu qu’ils ont une liaison, Leonard décide que tout est fini entre lui-même et Maria, car il a déjà des soupçons depuis quelque temps.
Dans son épilogue, le roman fait un bond en avant de 32 ans, ce qui les amène tous les deux à l’âge mûr (Leonard a environ 57 ans et Maria 62). Leonard a reçu une lettre de Maria, où elle lui explique qu’elle ne l’a jamais trompé avec Bob Glass jusqu’à ce qu’il cesse de répondre à ses lettres, ce dont elle a déduit que tout était fini entre eux. Maria lui dit aussi qu’elle a épousé Bob Glass plus tard à New York, s’est installée aux États-Unis et a eu trois enfants avec lui, mais que Bob Glass est mort récemment d’une crise cardiaque. Elle lui révèle que Glass a découvert ce qui s’est passé avec Otto et a contribué à les couvrir, ce qui était la véritable raison de leur comportement suspect. Le roman se termine sur l’annonce que Leonard a décidé d’aller aux États-Unis et de rendre à Maria une visite surprise.

## Thèmes
Leonard se retrouve fatalement impliqué dans la vie de sa petite amie allemande Maria. Il découvre que sa vie a changé pour toujours en l’espace d’une soirée. Alors qu’il était encore vierge, il est initié par elle aux plaisirs du sexe, tandis qu’elle est séduite par son charme innocent. Elle ne le voit pas comme menaçant et cela est important pour elle. Mais son passé la rattrape en cette nuit fatale. Tout cela, avec le tunnel et les questions de loyauté, s’entremêle dans l’effort désespéré de Leonard pour échapper à son sort. Le roman expose l’ « innocence » de Leonard d’une manière faussement comique : le jeune Anglais pataugeant, dépassé, supportant les blagues et les insultes des Américains, se retrouve soudain dans un abîme de terreur, où la trahison devient facile.

## Adaptation au cinéma
McEwan a aussi écrit le scenario du film portant le même titre, réalisé en 1993 par John Schlesinger. Il est interprété par Anthony Hopkins, Isabella Rossellini et Campbell Scott.